# John Vereker, 6:e viscount Gort
John Standish Surtees Prendergast Vereker, 6:e viscount Gort, född 10 juli 1886 i Westminster i London, död 31 mars 1946 i Southwark i London, var en brittisk fältmarskalk.
Han var befälhavare för brittiska expeditionskåren BEF under slaget om Frankrike i andra världskriget 1940. Gort lyckades rädda merparten av hären genom evakueringen vid Dunkerque. Nästan all utrustning gick dock förlorad. Han slutade kriget som befälhavare i Brittiska Palestinamandatet och Transjordanien. Under ett möte i november 1945 med fältmarskalkarna Alan Brooke och Bernard Montgomery kollapsade Gort och flögs till London där diagnosen var cancer.